# Brasse Brännström
Brasse Brännström, nato Lars Erik Brännström (Stoccolma, 27 febbraio 1945 – Stoccolma, 29 agosto 2014), è stato un attore e sceneggiatore svedese.

## Filmografia parziale

### Attore
- En kille och en tjej, anche regista (1975)
- Mannen som blev miljonär, regia di Mats Arehn (1980)
- SOPOR, regia di Tage Danielsson (1981)
- Kalabaliken i Bender, regia di Mats Arehn (1983)
- P & B, regia di Hans Alfredson (1983)
- Gossip, regia di Colin Nutley (2000)
- Sprängaren, regia di Colin Nutley (2001)

### Sceneggiatore
- En kille och en tjej (1975)
- Jag är med barn (1979)
- La mia vita a quattro zampe (Mitt liv som hund) (1985)
- 1939 (1989)

## Premi e candidature
- Premio Oscar
  - 1988: candidato all'Oscar alla miglior sceneggiatura non originale (La mia vita a quattro zampe) - condiviso con Lasse Hallström, Reidar Jönsson e Per Berglund
- Guldbagge
  - 2001: candidato al Premio Guldbagge per il miglior attore non protagonista (Gossip)
  - 2002: Premio Guldbagge per il miglior attore non protagonista (Sprängaren)
- Premio Sergio Amidei
  - 1988: Premio Sergio Amidei (La mia vita a quattro zampe) - condiviso con Lasse Hallström, Reidar Jönsson e Per Berglund